# Przewodnik po wyspie
Przewodnik po wyspie - wydana w 2008 przez Czytelnika powieść Senko Karuza (oryginalnie Vodič po otoku, 2005, tłumaczenie Barbara Kramar).
Opowieść o wyspie Vis, miejscu życia i tworzenia autora, pełna filozoficznych rozważań o przemijaniu świata, wspomnień i jedzenia. Całość zamknięta w formie krótkich rozdziałów, pisanych z punktu widzenia drugiej osoby liczby mnogiej.

## Linki
recenzja (język chorwacki)
recenzja (język polski)
lubimyczytać.pl